# خانواده ماراتن
خانوادهٔ ماراتن (صربی‌کرواتی: Maratonci trče počasni krug) فیلمی در ژانر کمدی سیاه به کارگردانی اسلوبودان شیان محصول سال ۱۹۸۲ است. این فیلم از آثار کالت کلاسیک سینمای یوگسلاوی به‌شمار می‌رود.

## بازیگران
- میا الکسیچ
- پاوله وویسیچ
- دانیلو استویکوویچ
- بوگدان دیکلیچ
- زوران رادمیلوویچ
- بورا تودورویچ